# Stimmenauszählung
Die Stimmenauszählung ist ein Realakt, also realer Vorgang, um nach einer schriftlichen oder geheimen Wahl bzw. Abstimmung die abgegebenen Stimmen zu zählen und das Wahlergebnis feststellen zu können.
Diese Tätigkeit wird von einem Wahlvorstand oder einer Zählkommission geleitet und durch Wahlhelfer tatsächlich ausgeführt, was sich meist aus einer ausdrücklichen Regelung ergibt. Regelungen zur Stimmenauszählung können sich u. a. aus Gesetz, Geschäftsordnung, Gesellschaftsvertrag, Satzung ergeben. Bei der Auszählung kann ein Wahlbeobachter hinzu gezogen werden. Am Ende wird das Stimmergebnis festgestellt und veröffentlicht. Es kann später im Rahmen einer Wahlprüfung überprüft werden.

## Einzelne Verfahren der Stimmenauszählung

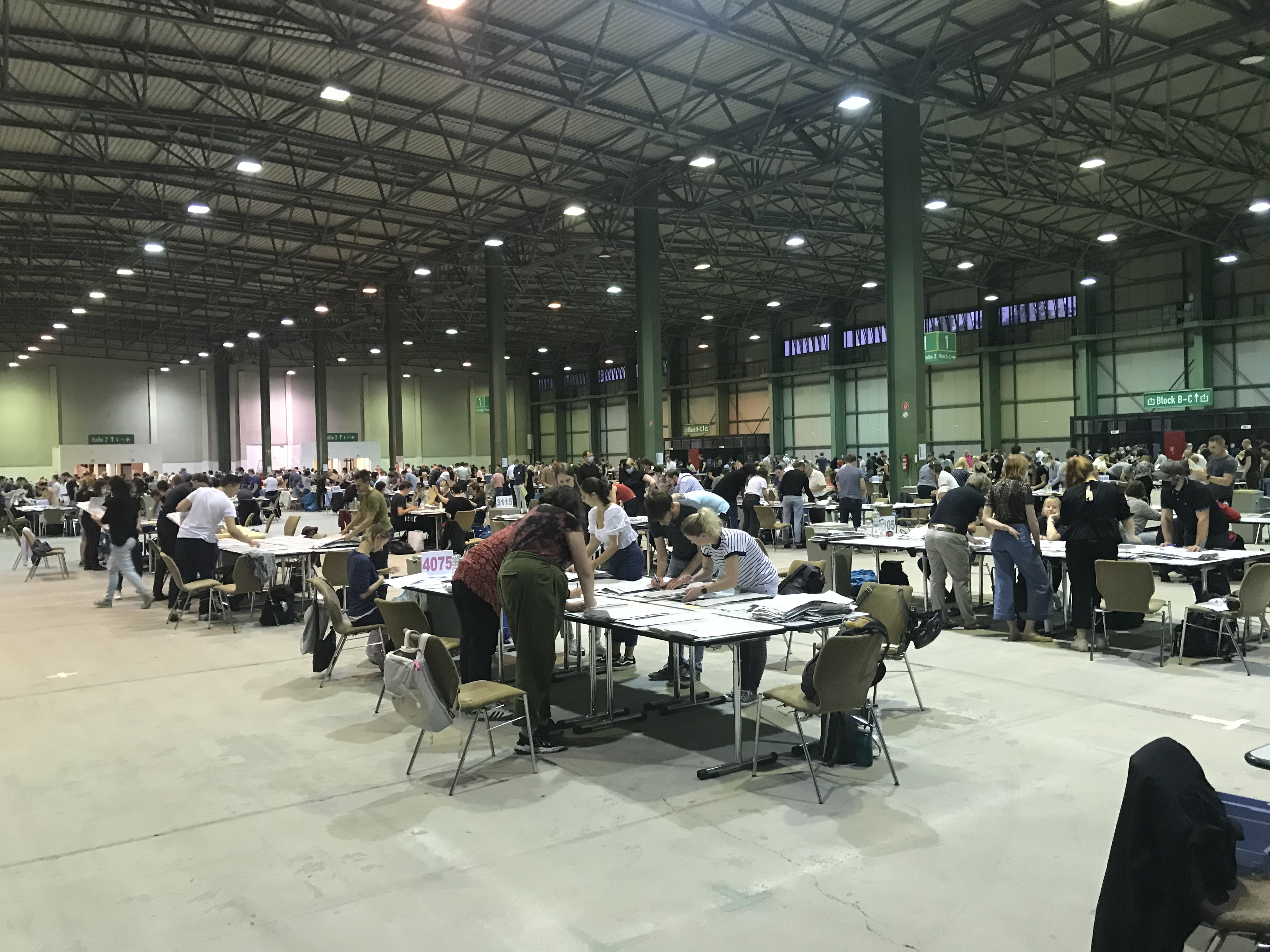
Briefwahlauszählung zur Bundestagswahl 2021 in Leipzig auf dem Agra-Messegelände

### Bundestagswahlen in Deutschland
Bei Bundestagswahlen in Deutschland sind die Regelungen zur Stimmenauszählung im Bundeswahlgesetz und der Bundeswahlordnung (BWO) (Vierter Abschnitt – Ermittlung und Feststellung der Wahlergebnisse, §§ 67 ff.) geregelt. Das Vorgehen ist wie folgt:
Vor Beginn der Stimmauszählung muss die Wahlzeit abgelaufen und der Wahlgang durch den Wahlvorsteher gemäß § 60 BWO geschlossen werden. Eine vorzeitige (auch nur teilweise) Stimmenauszählung ist nicht zulässig. Dies gilt auch für die Briefwahlbezirke und Wahlbezirke, bei denen sämtliche Wähler bereits gewählt haben. Die Auszählung ist öffentlich. Direkt nach dem Beenden der Wahlhandlung ermittelt der Wahlvorstand die Zahl der Stimmabgabevermerke im Wählerverzeichnis und der Wahlscheine. Die Summe dieser beiden Werte muss mit der Zahl der Stimmzettel in der Urne übereinstimmen. Dazu wird die Urne geöffnet und die Stimmzettel gezählt. Eventuelle Abweichungen sind in der Wahlniederschrift zu dokumentieren und ggf. zu begründen.
Danach erfolgt die Auszählung der Stimmen. Hierzu werden zunächst einmal die gültigen und die ungültigen Stimmzettel getrennt. Ist die Stimmabgabe nicht eindeutig, so beschließt der Wahlvorstand am Ende der Stimmauszählung über diese Zweifelsfälle und dokumentiert dies in der Wahlniederschrift. Die gültigen Stimmzettel werden nun nach den Parteien bzw. Bewerbern ausgewertet. Diese Auswertung erfolgt getrennt für Erststimme und Zweitstimme. Aufgrund des Vier-Augen-Prinzips werden die Stimmenzahlen nun erneut, durch ein anderes Mitglied des Wahlvorstandes gezählt. Wenn beide Zahlen übereinstimmen und die Summe der Stimmzettel der Parteien bzw. Bewerber der Zahl der gültigen Stimmzettel entspricht, werden die Zahlen in der Wahlniederschrift dokumentiert und diese von den Mitgliedern des Wahlvorstands unterschrieben.

#### Vorläufiges amtliches Endergebnis
Um schnell (vorläufige) Zahlen für das ganze Bundesgebiet zu erhalten, meldet der Vorsitzende des Wahlvorstandes die Wahlergebnisse seines Wahlbezirks telefonisch, elektronisch oder auf andere Weise der Gemeinde. Dies leitet die aggregierten Zahlen dem Kreiswahlleiter, dieser die aggregierten Zahlen dem Landeswahlleiter und dieser zuletzt dem Bundeswahlleiter weiter. Diese Schnellmeldungen sind in § 71 BWO geregelt. Liegen die Ergebnisse aller Wahlbezirke vor, veröffentlicht der Wahlleiter das Vorläufige amtliche Endergebnis. Dies ist typischerweise bereits am Wahlabend der Fall.

#### Amtliches Endergebnis
Die Wahlvorstände übergeben die Wahlniederschriften sowie die versiegelten Pakete mit den Stimmzetteln der Gemeinde. Der Kreiswahlleiter prüft gemäß § 76 BWO die Wahlniederschriften der Wahlbezirke im Wahlkreis. Bestehen Unklarheiten oder Bedenken gegen die Ordnungsmäßigkeit, so klärt der Kreiswahlleiter diese -soweit möglich- auf. Danach stellt der Kreiswahlausschuss aufgrund des Berichtes des Kreiswahlleiters das amtliche Wahlergebnis im Wahlkreis fest. Der Landeswahlleiter prüft gemäß § 76 BWO die Wahlniederschriften der Wahlkreise und der Landeswahlausschuss stellt das Landesergebnis fest. Dies ist das Amtliche Endergebnis. Kreis- und Landeswahlleiter informieren die gewählten Kandidaten.

### Stimmauszählung im Rahmen der Werkstätten-Mitwirkungsverordnung
So regelt z. B. § 22 Werkstätten-Mitwirkungsverordnung detailliert den Wahlvorgang, insbesondere zum Einsatz von Wahlurnen. Diese müssen dann versiegelt werden, wenn die Stimmenauszählung nicht sofort erfolgen kann.
Die Verkündung des Ergebnisses der Stimmenauszählung obliegt dann der Sitzungsleitung.